# Wassyl Ellan-Blakytnyj

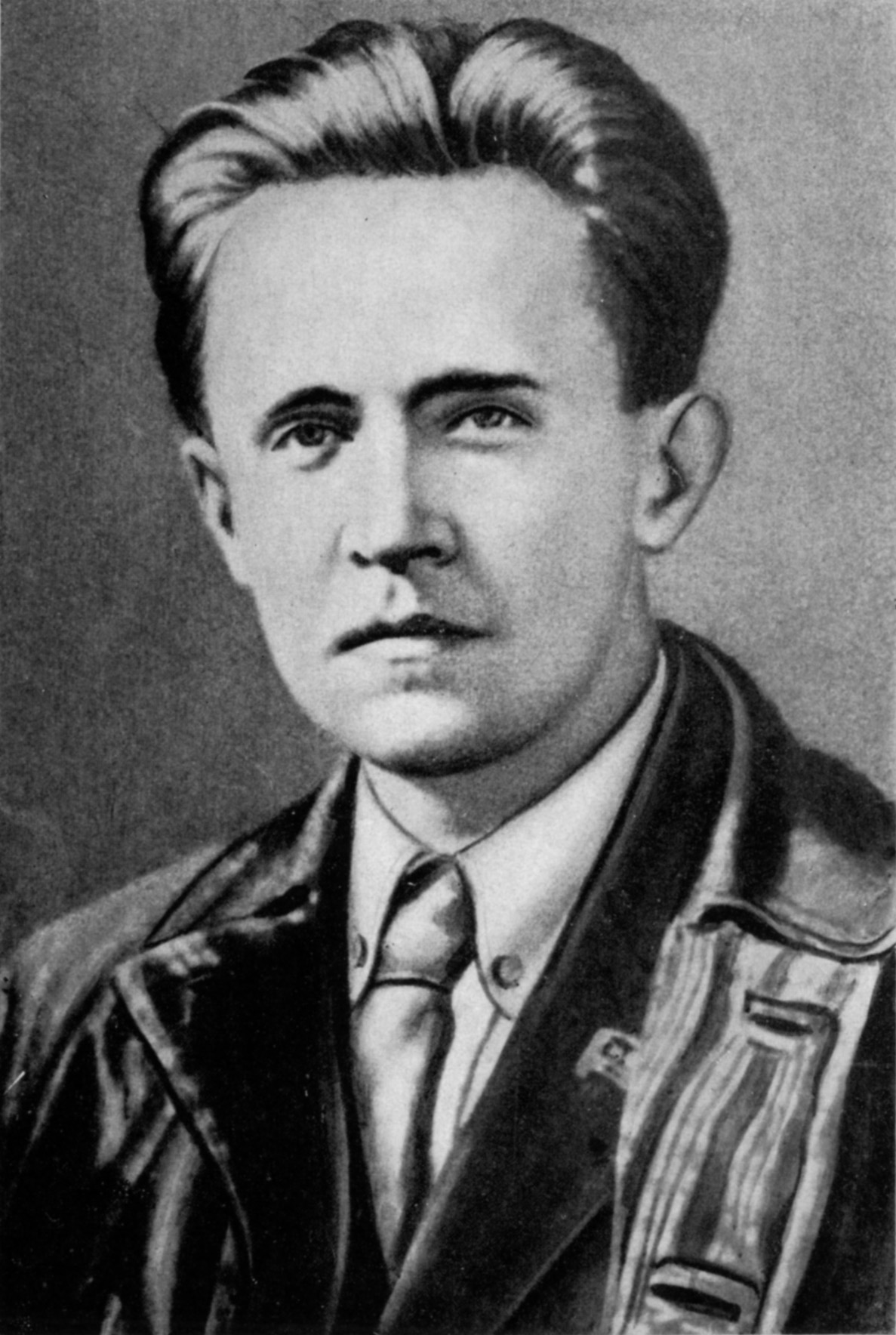
Wassyl Ellan-Blakytnyj 1923

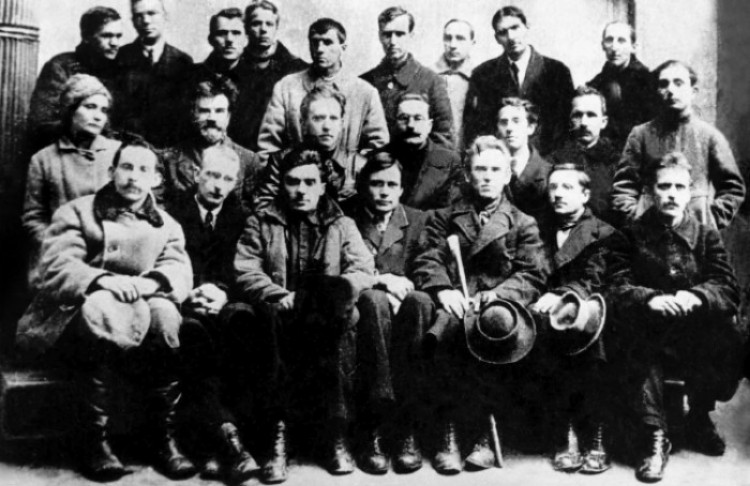
Charkiwer und Kiewer Künstler, 1923. Von links nach rechts. Erste Reihe: Maksym Rylskyj, Jurij Meschenko, Mykola Chwylowyj, Majk Johansen, Juchym Mychajliw, Mychajlo Werykiwskyj, Pylyp Kosyzkyj. Zweite Reihe: Natalja Romanowytsch, Mychajlo Mohyljanskyj, Wassyl Ellan-Blakytnyj, Serhij Pylypenko, Pawlo Tytschyna, Pawlo Fylypowytsch. Dritte Reihe: Dmytro Sahul, Mykola Serow, Mychajlo Draj-Chmara, Hryhorij Kossynka, Wolodymyr Sosjura, Teodosij Osmatschka, Wolodymyr Korjak, Mychajlo Iwtschenko

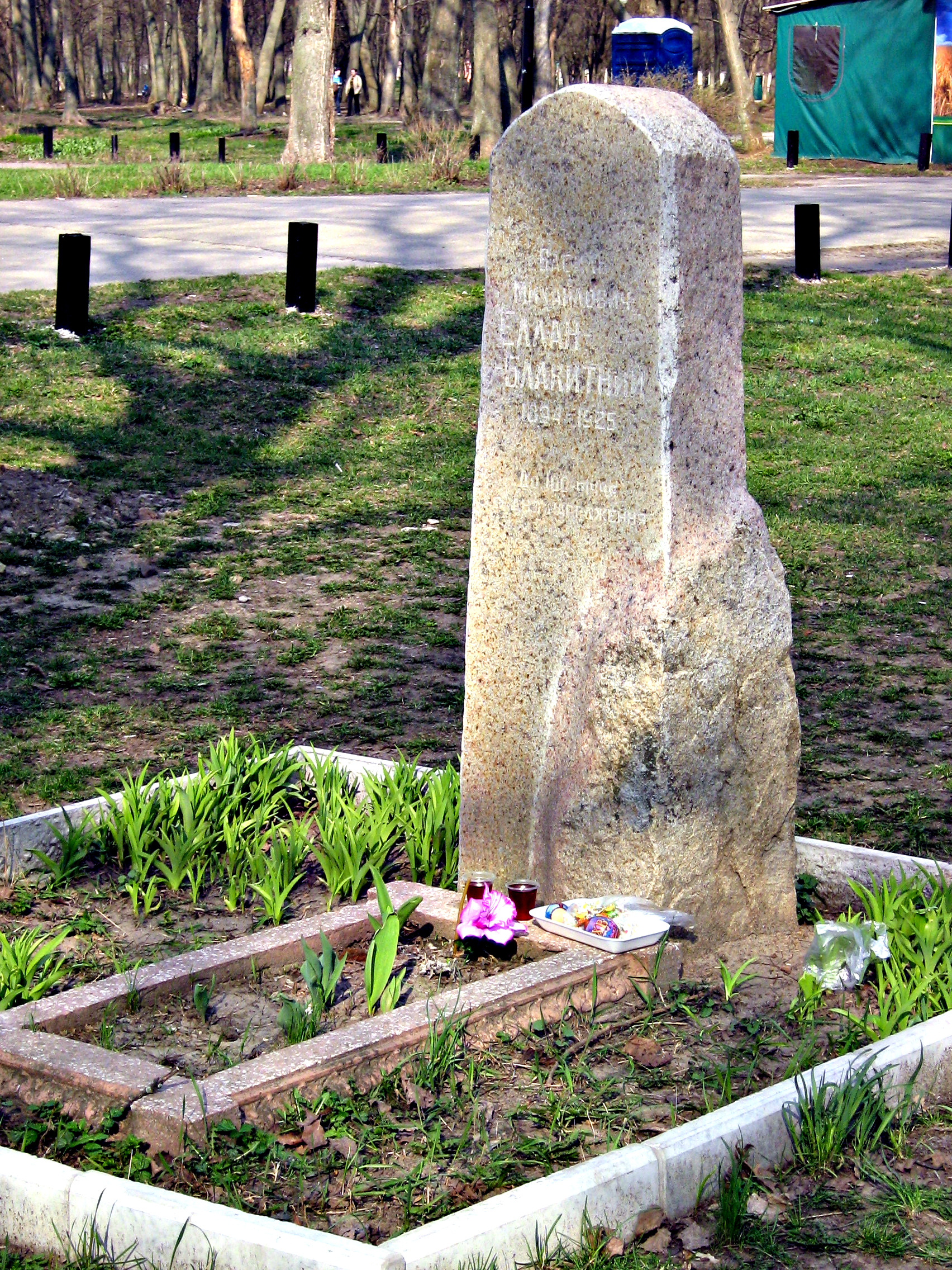
Grabmal von Ellan-Blakytnyj im heutigen „Jugendpark“ in Charkiw

Wassyl Ellan-Blakytnyj (ukrainisch Василь Еллан-Блакитний; * 28. Dezember 1893jul. / 9. Januar 1894greg. in Chmilnyzja, Gouvernement Tschernigow, Russisches Kaiserreich; † 4. Dezember 1925 in Charkiw, Ukrainische SSR) war ein ukrainischer Revolutionär, Journalist und Schriftsteller. Wassyl Ellan-Blakytnyj war einer der ersten Theoretiker und Kritiker der ukrainischen Literatur.

## Leben
Wassyl Ellan-Blakytnyj kam im Dorf Chmilnyzja, der heutigen im Rajon Tschernihiw in eine Priesterfamilie als Wassyl Mychailowytsch Ellanskyj/Василь Михайлович Елланський zur Welt.
Von 1910 an besuchte er das Theologische Seminar Tschernigow und ab 1914 studierte er an der Wirtschaftsabteilung des Kiewer Handelsinstituts.
Wassyl Ellan-Blakytnyj gehörte zu den Linken unter den ukrainischen Intellektuellen und glaubte als solcher an die Möglichkeit, eine neue Ukraine innerhalb des Sozialismus zu errichten. Seit 1917 war er Mitglied der Ukrainischen Partei der Sozialistischen Revolutionäre (UPSR.) und 1918 wurde er ein Gründer und bis 1920 der Parteiführer der Partei Borotbystiw (ukr.боротьбистів). Er rückte diese Partei immer weiter nach links und fusionierte schließlich 1920 mit der Kommunistischen Partei der Ukraine.
Bei seinen Veröffentlichungen nutzte er auch die Pseudonyme Waleryj Pronosa, Markiz Popeliasty, Wassyl Ellan, A. Ortal Hart sowie Pronosa Mriinyk. Er starb 31-jährig in Charkiw an einer Herzkrankheit und wurde auf dem ersten Friedhof (heute Jugendpark) in Charkiw beerdigt.
In den 1930er Jahren galten seine Werke in der Sowjetunion als nationalistisch und wurden verboten, das ihm gewidmete Denkmal in Charkiw zerstört. Nach Stalins Tod wurde er rehabilitiert und ausgewählte Werke und Gedichte herausgegeben.